# José Ribeiro e Castro

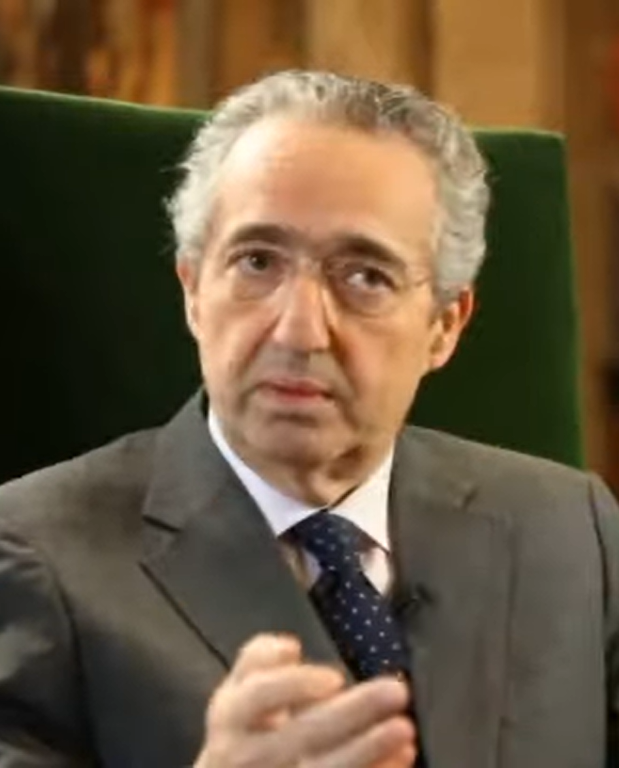
José Ribeiro e Castro

José Duarte de Almeida Ribeiro e Castro (* 24. Dezember 1953 in Lissabon) ist ein portugiesischer Jurist und Politiker des rechtskonservativen CDS-PP. Er leitete die Partei von April 2005 bis April 2007. 

## Leben

### Ausbildung
José Ribeiro e Castro wurde in Lissabon geboren, seine Familie stammt dabei sowohl aus Odemira im Alentejo als auch von der portugiesischen Atlantikinsel Madeira. Er studierte Jura an der Universität Lissabon und schloss das Studium 1975 mit der üblichen Lizenziatur (licenciatura) ab. Danach arbeitete er als juristischer Berater und als Anwalt. Seit 1999 ist er Mitglied des Verbandes portugiesischer Juristen (Ordem dos Advogados).

### Anfang der Karriere beim CDS
Im Juli 1974 trat er der neu gegründeten Partei Partido do Centro Democrático Social (heute Centro Democrático e Social – Partido Popular) bei, die damals christlich-demokratisch und zentristisch auftrat. In dieser Zeit lernte er auch die späteren Parteigrößen wie Diogo Freitas do Amaral und Adelino Amaro da Costa kennen. Im August des gleichen Jahres gründete er mit anderen Jungmitgliedern des CDS eine neue Jugendorganisation der Partei, die Juventude Centrista (JC, „Zentristische Jugend“). Bis zum ersten CDS-Kongress im Jahr 1976 leitete er die Jugendorganisation. Auf dem Parteikongress wählten ihn die Parteidelegierten in die Nationalkommission des CDS, später dann auch in das Parteisekretariat. In dieser Zeit war er unter anderem als Parteisprecher tätig.
Später arbeitete Ribeiro e Castro in parteinahen Organisationen, 1979 gründete er die Federação dos Trabalhadores Democrata-Cristãos (FTDC, „Verband der Christlich-Demokratischen Arbeiter“) und die Confederação Nacional das Organizações de Família (CNAF, „Nationale Föderation der Familienorganisationen“). Ebenfalls 1979 hatte er die Position des Generalsekretärs des CDS-nahen Instituto Democracia e Liberdade (IDL, heute Instituto Amaro da Costa) inne; von 1983 bis 1985 war er Generalsekretär des Instituto Fontes Pereira de Melo (IFPM).

### Staatssekretär in den Kabinetten der AD
Bereits mit 22 Jahren, bei den ersten regulären Parlamentswahlen 1976, wurde er das erste Mal im Stimmbezirk Braga ins portugiesische Parlament gewählt. Auch in den nächsten Wahlen (1979, 1980) wurde er wiedergewählt, diesmal auf den Wahllisten der Aliança Democrática (AD), dem Wahlbündnis aus PSD, CDS und PPM, und jeweils einmal im Stimmbezirk Aveiro und einmal im Stimmbezirk Lissabon. Da die AD als Sieger aus den Wahlen hervorging, übernahm Ribeiro e Castro auch ein Amt in der Regierung. Zunächst im Kabinett Sá Carneiro als Staatssekretär des Vizepremiers Diogo Freitas do Amaral, dann die gleiche Position im dritten Kabinett unter Pinto Balsemão. Im Rahmen dessen war er unter anderem für die Angelegenheiten der portugiesischen Kolonie Macau zuständig (Gabinete de Macau).
Von 1982 bis 1985 war erstmals in einer Gemeindeversammlung vertreten, zunächst im Gemeinderat von Odemira im Alentejo. Er wiederholte dies 2001 in Sintra, wo er im Rahmen dieses Mandats von 2002 bis 2006 auch Bürgermeister des Lissabonner Vororts Sintra war. 
1985 beziehungsweise 1986 leitete er die Wahlkampagne von Diogo Freitas do Amaral für die Präsidentenwahl, die Kampagne trug den Slogan P'rá Frente Portugal („Nach vorne, Portugal“). In der Stichwahl entschied jedoch PS-Kandidat Mário Soares die Wahl mit 50,7 Prozent deutlich für sich. 
Von 1986 bis 1991, im zweiten Kabinett unter Premier Cavaco Silva, beriet er den Bildungsminister Roberto Carneiro. Im Rahmen dessen beriet er Carneiro bei der Ausarbeitung des ersten Sportgrundrechts in Portugal (Direito-Lei Nr. 1/90). Auch in weiteren Fragen des Sportrechtes engagierte sich Ribeiro e Castro intensiv. Beraterisch tätig war er auch von 1984 bis 1985 am Instituto Nacional de Administração („Nationales Verwaltungsinstitut“), von 1988 bis 1990 im Sozialaktionsrat des Ministeriums für Soziale Angelegenheiten, von 1993 bis 1994 im Anti-Drogenprojekt Projecto Vida. 1991 beriet er als Jurist das Generalsekretariat des Ministeriums für Arbeit und Soziale Sicherungen.

### Wechsel in den Medienbereich
Neben seiner politischen und parteiinternen Karriere war auch in der portugiesischen Medienlandschaft tätig. So war Beisitzer im Verwaltungsrat der Tageszeitung O Primeiro de Janeiro (1984–86), Mitglied des Verlagsbeirates der Zeitschrift Sábado (1988–89), Mitglied des Finanzrates des Staatsfernsehens RTP (1988–1991) und Beisitzer im Meinungsrat der RTP (2004–2005). 1991 ergriff er auch die Initiative den neuen landesweiten Fernsehsender TVI zu gründen, ein Fernsehsender mit „christlichem Geist“. Im Rahmen des Aufbaues des Fernsehsenders war er Beisitzer im Verwaltungsrat (1991–92), Koordinator des juristischen Bereiches (1992–94), Informationsdirektor (1994–95), Berater des Intendanten (1996) und Verwaltungsrat (1997–98). 

### Rückkehr in die Politik
Im März 1998, zum Parteitag des CDS in Braga, kehrte er zurück auf die politische Bühne und ließ sich in die Politische Kommission und in den Vorstand der Partei wählen. Damaliger Vorsitzender der Partei war Paulo Portas. Im Oktober 1999 kandidierte er wieder für das portugiesische Parlament, wiederum im Stimmbezirk Braga. 
Im portugiesischen Parlament verblieb er jedoch nur kurzzeitig, da er kurz darauf ins Europäische Parlament wechselte, dort wurde er zunächst Mitglied der Fraktion Union für ein Europa der Nationen. In der Europawahl 2004 wurde er wiedergewählt, wechselte jedoch in die Fraktion der Europäischen Volkspartei – Europäische Demokraten. 
Im Europäischen Parlament hatte Ribeiro e Castro von Anfang an die verschiedensten Positionen inne; so hatte er den stellvertretenden Vorsitz im Ausschuss für Beschäftigung und soziale Angelegenheiten inne (1991–2001), seit 2004 ist er stellvertretender Vorsitzender des Ausschusses für Familien und Kinderrechte. Von 1999 bis 2004 war er zudem Mitglied im Ausschuss für konstitutionelle Fragen und im Ausschuss für bürgerliche Freiheiten, Justiz und Inneres. Seit 2004 ist er Mitglied im Ausschuss für Binnenmarkt und Verbraucherschutz und im Ausschuss für Entwicklung. Außerdem gründete Ribeiro e Castro die parlamentarische Freundschaftsgruppe Europa–Macau und war stellvertretender Vorsitzender der Interessensgruppe Friends of India des Europäischen Parlaments. 2004 beobachtete er im Auftrag der Europäischen Union die Parlamentswahlen in Mosambik und in der Ukraine, zudem war er Pressesprecher für Menschenrechte der Europäischen Volkspartei.

### Kurze Rückkehr nach Portugal
Nach den portugiesischen Parlamentswahlen 2005, bei denen das CDS-PP hohe Stimmverluste in Kauf nehmen musste und Paulo Portas als Vorsitzender des CDS-PP zurücktrat, kandidierte Ribeiro e Castro beim XX. Parteikongress im April 2005 in Lissabon für den Parteivorsitz. Die Mehrheit der Delegierten stimmte für ihn, da es auch keinen konkurrierenden Kandidaten gab. Die Wiederwahl auf dem XXI. Kongress in Batalha im darauffolgenden Jahr gewann er ebenfalls. Beim Parteikongress im April 2007 kehrte der frühere Parteivorsitzende Paulo Portas auf das politische Parkett zurück und kandidierte genauso wie Ribeiro e Castro für den Parteivorsitz. Da Ribeiro e Castro zurückblickend die beiden Flügel der Partei – den rechtskonservativen und den liberalen – nicht einigen und auch das Profil der Partei nicht schärfen konnte, wählten die CDS-PP-Delegierten Portas mit einer deutlichen Mehrheit von 74,6 Prozent. Seit dem Kongress hat sich Ribeiro e Castro wieder aus der portugiesischen Politik zurückgezogen und konzentriert sich seitdem auf seine Tätigkeit in Brüssel.
José Ribeiro e Castro ist verheiratet und hat vier Kinder.